# Reaktywacja (album)
Reaktywacja – czwarta płyta zespołu Buenos Ares wydana po nieco ponad 8 latach przerwy, latem 2008 roku z okazji reaktywacji zespołu (zawieszonego w połowie 2002). Na czele zespołu stanęła wokalistka Justyna Mosiej.

## Lista utworów
1. „Intro the New Power Mix” – 4:04
2. „Jak ona” – 4:27
3. „Więcej chce” – 4:28
4. „Baby baby” – 4:22
5. „Ciebie mieć” – 3:37
6. „To gra” – 4:34
7. „Miłość na końcu świata” – 3:50
8. „Nie pozwalasz” – 4:12
9. „Duże dzieci” – 3:18
10. „Opamiętaj się” – 3:59
11. „Co czeka nas” – 4:03
12. „Party” – 3:35